# Manuel Simpertegui
Manuel Rodrigo Simpertegui Flores (Tomé, Chile, 4 de enero de 1988) es un futbolista chileno. Juega de volante y actualmente milita en Club Deportivo D.U.C.A de la Asociación de fútbol Tomecino.

## Clubes
| Club                       | País      | Año       |
| -------------------------- | --------- | --------- |
| Deportes Concepción        | Chile     | 2007-2011 |
| Deportes Temuco            | Chile     | 2011-2013 |
| Barnechea                  | Chile     | 2013-2014 |
| Santiago Morning           | Chile     | 2014-2015 |
| Cobreloa                   | Chile     | 2015-2016 |
| Ferro Carril Sud           | Argentina | 2016      |
| Santiago Morning           | Chile     | 2017      |
| Independiente de Cauquenes | Chile     | 2017      |

- Datos: Q6752889